# Sbírka logií Q
Sbírka logií Q (z řeckého λόγιον výrok a německého Quelle pramen), také Pramen Q označuje v novozákonní kritice hypotetickou sbírku výroků (logií) Ježíše Krista. Existence této sbírky vysvětluje množství podobností mezi Matoušovým a Lukášovým evangeliem, které přitom nejsou obsaženy v třetím synoptickém evangeliu, evangeliu Markově.
Teorie o Prameni Q vychází z vědeckého rozvoje biblistiky v 19. století a zjištěného předpokladu, že Markovo evangelium je nejstarší. S Pramenem Q pracují některé významné teorie řešení synoptické otázky, předpokládající, že Matoušovo i Lukášovo evangelium čerpalo z Markova evangelia a pramene Q (teorie dvou pramenů), případně že Lukáš čerpal i z Matouše (teorie tří pramenů).